# Assassin's Creed Valhalla
Assassin's Creed Valhalla é um jogo eletrônico de RPG de ação desenvolvido pela Ubisoft Montreal e publicado pela Ubisoft. É o sucessor de Assassin's Creed Odyssey, e o décimo segundo título principal, e o vigésimo segundo lançamento da série Assassin's Creed, foi lançado no dia 10 de novembro de 2020 para Google Stadia, Microsoft Windows, PlayStation 4, PlayStation 5, Xbox One e Xbox Series X. Usando uma história alternativa, em Valhalla o jogador controla Eivor, um guerreiro Viking durante as Invasoes da Grã Bretanha no século IX.
Foi bem recebido pelos criticos; o site OpenCritic deu a pontuação de 84/100 com base em 127 análises.

## Jogabilidade
Os jogadores terão opção de jogar de Eivor como homem ou mulher e poderão escolher a sua aparência fisica e equipamento. O combate foi alterado para permitir o uso de quase todas as armas. Também se espera que a mecânica do "Visão de Águia" retorne na forma de um corvo que será companheiro animal de Eivor no jogo. O jogador pode usar o corvo para explorar as áreas próximas, como tinha acontecido em Origins e Odyssey. O jogo dependerá menos de um sistema de nivelamento tradicional e, em vez disso, se concentrará mais na seleção de habilidades por meio de árvores de habilidades, selecionado pelo jogador enquanto Eivor avança no jogo. Os inimigos serão classificados com base na coleção de habilidades. As árvores de habilidades serão semelhantes às encontradas em The Witcher 3: Wild Hunt, Fallout 4, e The Elder Scrolls V: Skyrim. As escolhas dos jogadores por meio de opções de conversação ou jogabilidade terão impactos sobre os personagens e suas alianças políticas com outros personagens que não são jogadores.
Uma característica central do jogo é o acordo que o jogador, como Eivor, ajudará a construir e liderar durante o jogo. O diretor do jogo, Ashraf Ismail, descreveu sua importância como "muito do que você está fazendo no mundo dos jogos é, no final das contas, alimentar o assentamento para que ele possa crescer e florescer". O jogador poderá direcionar a construção de certos tipos de edifícios que, por sua vez, proporcionam benefícios para a jogabilidade. Para construir essas estruturas, o jogador precisará liderar os vikings em ataques para coletar recursos. O combate naval retornará, embora mais como um meio mais rápido de viajar para realizar ataques e escapar após um combate terrestre, em vez de se envolver com outros navios da marinha.
Valhalla é um jogo para um jogador, mas incluirá componentes on-line com o objetivo de incentivar os jogadores a compartilhar seu progresso e criatividade.

## Sinopse

O movimento do Grande Exército Pagão na Inglaterra durante as expansoes Vikings. O mapa mostra alguns dos reinos que o jogador pode explorar em Valhalla.

Em Assassin's Creed Valhalla, a história acontece perto do final do século IX, em 873, durante as Invasões Vikings da Grã Bretanha. O jogador assume o papel de Eivor, um Viking que juntamente com outros clãs da Escandinávia formam o chamado Grande Exército Pagão, em ataques e batalhas contra os reinos medievais anglo-saxões de Wessex, Nortúmbria, Ânglia Oriental e Mércia, liderados entre outros pelo Rei Alfredo. É nesta altura que Eivor encontra os Ocultos e junta-se a eles na luta contra a Ordem dos Antigos. Cidades como Winchester, Londres e Iorque estão incluídas no jogo para o jogador explorar livremente. Partes da Noruega estão igualmente incluídas.
Tal como os jogos anteriores, Valhalla também continua a história moderna, seguindo a ex-pesquisadora da Abstergo Industries, Layla Hassan, que apareceu em Assassin's Creed Origins e Assassin's Creed Odyssey.

### Enredo
Em 2020, o súbito fortalecimento do campo magnético da Terra afetam negativamente o planeta. Layla Hassan, Shaun Hastings e Rebecca Crane recebem as coordenadas dos restos mortais da viking Eivor Varinsdottir na Nova Inglaterra, após exuma-los, Layla coleta seu material genético e entra dentro do Animus para reviver suas memórias. 
No ano de 855 DC, um jovem viking Eivor (o jogador tem a opção de escolher se Eivor é homem ou mulher, Ubisoft considera a Eivor feminina como “oficial” mas o jogador também pode optar por jogar com sua versão masculina, apenas o gênero é mudado, nada é afetado na história e jogabilidade)  testemunha seu clã ser massacrado e seus pais serem mortos por Kjotve, o Cruel durante uma festa para celebrar a aliança entre o clã de Varin e o clã do Corvo. Eivor acaba caindo numa vala e é atacado por uma matilha de lobos, recebendo o apelido de Marca-de-lobo antes de ser salvo por Sigurd, filho do Rei Styrbjorn do clã do Corvo. Dezessete anos depois, Eivor foi adotada pelo clã do Corvo e se tornou filha adotiva de Styrbjorn, e busca vingança contra Kjotve. Sua última tentativa foi fracassada e ela foi capturada pelo clã de Kjotve mas escapa e consegue recuperar o machado de seu pai. Ao tocá-lo, Eivor tem uma visão com Odin o que faz consultar a vidente Valka que talvez possa ajudá-la a decifrar as visões. Valka faz com que ela tenha outra visão dessa vez ela vê Sigurd perdendo um braço e um lobo gigante o devorando.
Após dois anos de viagem, Sigurd retorna para casa e traz consigo dois estrangeiros, Basim e Hytham, dois membros dos Ocultos que vieram para a Noruega para assassinar Kjotve pois o mesmo fazia parte da Ordem dos Anciões, Sigurd é fascinado pela sua doutrina e ideais e convence Basim a entregar uma lâmina oculta para Eivor apesar do mesmo não ser um Oculto, Eivor coloca sua lâmina em cima do antebraço ao invés de debaixo pois o mesmo não queria cometer o mesmo erro que Basim (decepar o dedo anelar). Contrariando ordens de Styrbjorn, Sigurd consegue a ajuda do Rei Harald para matar Kjotve, eles juntam um exército para invadir a vila de Kjotve onde o ataque é bem-sucedido e Eivor enfrenta Kjotve em combate onde Eivor sai vitoriosa.
Cansado de guerras e decepcionado com Sigurd e Eivor após o ataque, Styrbjorn entrega suas terras para o Rei Harald que planeja unificar a Noruega sob uma única coroa. Sigurd não aceita viver como um vassalo e decide partir com Eivor para a Inglaterra em busca de conquistarem terras e serem seus próprios senhores. Meses depois, Eivor e o clã do Corvo se estabelecem no assentamento de Ravensthorpe, e logo passam a forjar alianças com os vikings estabelecidos na Inglaterra. Com a ajuda de Randvi, esposa de Sigurd, Eivor ajuda a viking Souma a tomar Cambridge, mata o viking danês Rued e coroa Oswald como rei da Ânglia Oriental, conhece os vikings Ubba Ragnarsson e Ivar, o Desossado e os ajuda a coroar Ceolwulf como rei da Mércia. Enquanto ajuda Hytham a assassinar membros da Ordem dos Anciões com ajuda de dicas de um tal "Pobre Soldado de Cristo".
Eivor se encontra com Sigurd e Basim em Oxford onde Sigurd está em busca da Pedra-Saga, um artefato trazido por Ragnar Lodbrok para a Inglaterra do qual o mesmo acredita que pode revelar sua verdadeira origem já que Sigurd acredita ser descendente dos deuses. Com a ajuda da vidente Fulke, Sigurd acredita fortemente que o mesmo é um deus porém Eivor desconfia e se mostra relutante em aceitar as ordens de Sigurd porém o mesmo obedece por lealdade ao clã. Eventualmente, Fulke trai Eivor e se revela que serve ao Rei Alfred de Wessex e que faz parte da Ordem dos Anciões e Sigurd é sequestrado.
As visões de Eivor continuam onde a mesma revive as memórias de Odin em Asgard e Jotunheim. Durante as visões, os jotuns invadem Asgard após Loki deixar o portão da Bifrost aberto se aproveitando da ausência de Heimdall. Odin e Thor repelem a invasão e mais tarde o mesmo confronta Loki quanto a sua ausência na proteção da Bifrost. Odin encontra um lobo bebê e tenta matá-lo pois uma visão dizia que o mesmo seria morto por um lobo no Ragnarök porém é impedido por Týr. Tyr e Thor prendem o lobo numa jaula mas o mesmo cresce rapidamente e consegue escapar, Odin tenta matar o lobo porém é impedido por Loki que implora para que Odin não o mate revelando que o lobo era seu filho Fenrir. Odin poupa o lobo e depois viaja para Jotunheim em busca de uma substância chamada Hidromel para que o mesmo e outros deuses conseguissem sobreviver ao Ragnarok que estava iminente. Antes de pegar o Hidromel, Odin é confrontado por Loki que estava irado por ele ter quebrado sua promessa de que não iria derramar sangue de sua estirpe e que o mesmo teria sua vingança, eles se enfrentam e Odin sai vitorioso. Odin pega o Hidromel mas o mesmo é forçado a arrancar seu olho esquerdo como um sacrifício voluntário. Voltando para Asgard, Odin e Tyr decidem aprisionar Fenrir e fazer o mesmo perecer no Ragnarok com uma corda especial, como forma de distração, Tyr coloca seu braço direito na boca de Fenrir como forma de confiança antes de Odin o amarrar, Fenrir devora o braço de Tyr mas Odin não faz nada para impedir, apenas usando Tyr como uma mera distração. Na aurora do Ragnarok, Odin reune os deuses Thor, Tyr, Freia e Heimdall para consumir o hidromel na torre de Asgard onde os mesmos para reencarnar em corpos humanos após o Ragnarok. Loki se infiltra na torre, mata Heimdall e toma seu lugar, assim conseguindo reencarnar e orquestrar sua vingança contra Odin.
Layla não demora para descobrir que essas eram visões da Grande Catástrofe dos Isu porém Eivor as enxergava por um "filtro mitológico".
Eivor orquestra um ataque a Sussex reunindo todos seus aliados para resgatar Sigurd. O ataque é bem-sucedido, Eivor mata Fulke e encontra Sigurd que havia sido torturado por Fulke incessantemente e teve seu braço direito decepado. Sigurd aparenta estar distante e insano, o mesmo acredita ser a reencarnação do deus da guerra Tyr porém Eivor acredita que o mesmo está enlouquecido pela tortura. 
Após ajudar Halfdan Ragnarsson, filho de Ragnar Lothbrok e rei da Nortúmbria a expulsar os pictos de Yorkshire e ajudar seu amigo de infância Vili a se tornar jarl de Nottinghamshire. Sigurd chama Eivor para voltar para a Noruega onde os mesmos sabiam da localização de um templo que Sigurd viu em suas visões que poderiam revelar suas origens. Chegando no templo, ambos se deparam com um megacomputador chamado Yggdrasil, eles acabam presos dentro de uma simulação de Valhalla onde ela e seu irmão viviam em um combate eterno onde todos morriam e ressucitavam constantemente. Eivor não demora para descobrir que aquela não era Valhalla de verdade e tenta tirar Sigurd, ela se depara novamente com Odin e logo descobre que ela é a reencarnação de Odin e que suas visões com Asgard e o Ragnarok eram apenas as memórias de Odin lentamente retornando e que esse tempo todo Odin estava influenciando as decisões de Eivor para que o mesmo pudesse retomar seu corpo. Eivor e Odin se enfrentam numa batalha mental onde Odin almejava derrotar Eivor, porém a mesma consegue expurgar a memórias dele de sua mente e voltar a si.
Eivor escapa da simulação apenas para se deparar com Basim fazendo Sigurd de refém, ele revela que é a reencarnação de Loki e estava seguindo ambos esse tempo inteiro, pois acreditava que Sigurd era a reencarnação de Odin porém ele descobre que na verdade era Eivor. Querendo vingança pela morte de seu filho, Basim enfrenta Eivor em combate porém Eivor o derrota e com a ajuda de Sigurd o prendem na Yggdrasil.
Eles retornam para a Inglaterra, Sigurd entrega o cargo de jarl do clã do Corvo para Eivor por acreditar que o mesmo era um líder melhor que ele e também encerra seu casamento com Randvi pois o mesmo não foi fundado em amor.
Nos tempos modernos, Layla consegue a localização do templo e viaja para a Noruega, ela encontra Basim ainda vivo preso na Yggdrasil antes da mesma entrar na Yggdrasil e acidentalmente deixar o cajado de Hermes cair. Dentro da simulação, Layla e Basim se encontram e ele a convence a liberá-lo, ele revela que foi ele que enviou a localização dos restos mortais de Eivor para Layla por meio da Internet. Layla se encontra com O Leitor, que é a consciência de Desmond Miles que continua vivo dentro do Cinza, ele e Layla começam a ler as várias linhas do tempo e tentar achar uma onde a A Grande Catástrofe em 2012 foi evitada. Basim deixa simulação e encosta no bastão de Hermes que consegue o ressucitar. Basim encontra Shaun e Rebecca em sua base nos Estados Unidos e pede pra encontrar William Miles, o grão-mestre dos Assassinos nos Estados Unidos, antes de entrar dentro do Animus para continuar revivendo as memórias de Eivor.
De volta a Inglaterra, Eivor planeja um ataque a Hampshire para encontrar e matar o Rei Alfred. Ela convoca todos os seus aliados e o ataque é um desastre, vários aliados morrem e o Rei Alfred havia desaparecido. Logo após matar todos os membros da Ordem dos Anciões, Eivor recebe uma carta do "Pobre Soldado de Cristo" que revela ser o Rei Alfred que na verdade era o Grande Magíster da Ordem dos Anciões e ele usou Eivor para destruir a ordem por dentro para que o mesmo pudesse reformar a seu bel prazer, criando assim a Ordem dos Templários.

## Desenvolvimento
O título de trabalho de Assassin's Creed Valhalla foi divulgado em abril de 2019 como Assassin's Creed Kingdom. Também foi relatado que o jogo poderia ser chamado de Assassin's Creed Ragnarok. A Ubisoft brincou com o cenário do jogo com um “easter egg” escondido em Tom Clancy's The Division 2.
O fracasso crítico e comercial de Tom Clancy's Ghost Recon Breakpoint, levou ao estúdio a reavaliar o desenvolvimento de seus próximos títulos, incluindo Assassin's Creed Valhalla.
Valhalla esteve em produção por mais de dois anos e meio, pela mesma equipe de Assassin's Creed Origins e liderada por Ashraf Ismail, que tambem foi diretor criativo de Origins e Assassin's Creed IV: Black Flag. Valhalla também tem o apoio na produção de varios outros estúdios da Ubisoft. O director do enredo Darby McDevitt reconhece que o jogo pode criar comparações com God of War, referindo no entanto que Valhalla é um jogo com uma "experiência histórica" ao invés de uma ideia mais mitológica.
No dia 16 de outubro de 2020, a Ubisoft anunciou que o jogo atingiu a fase de ouro e estava pronto para ser distribuído e lançado.

## Lançamento
Valhalla foi lançado em 10 de novembro de 2020 para Microsoft Windows, PlayStation 4, Xbox One e Google Stadia e é o primeiro jogo da série  Assassin's Creed para PlayStation 5 e Xbox Series X. Ismail disse que Valhalla representa um jogo "flagship" da Ubisoft para os futuros sistemas, produzido para tirar partido das novas capacidades nas novas consolas. Adquirindo as versões de geração atual (PlayStation 4 e Xbox One), o jogador também recebe gratuitamente uma versão para os consoles de nova geração (PlayStation 5 e Xbox Series X).

### Divulgação
A pandemia de COVID-19 provocou o cancelamento da E3 2020, que tradicionalmente é uma plataforma importante para as desenvolvedoras anunciarem os próximos lançamentos. Em resposta a isso, a Ubisoft mudou-se para uma plataforma digital para revelar seus próximos títulos.
Em 29 de abril, a Ubisoft lançou o tema e o título com uma transmissão ao vivo de 8 horas de um design da arte de BossLogic. O primeiro trailer oficial cinemático foi revelado no dia seguinte pela Ubisoft.